# Bicazkløften
Bicaz-kløften (rumænsk: Cheile Bicazului, ungarsk: Békás-szoros) er en kløft i Rumænien, beliggende i den nordøstlige del af landet, i distrikterne Neamț og Harghita. Den ligger i den centrale del af Hășmaș-bjergene, og det er en del af Bicazului-Hășmaș Nationalpark.
Kløften blev udskåret af vandet i floden Bicaz, og den fungerer som en passage mellem de rumænske provinser Moldova og Transsylvanien.
Det er en lokalitet hvor man kan se murløber, en sjælden klippeboende fugl.
Nationalvej DN12C passerer gennem kløften. Vejen langs de 8 kilometer kløft, går ofte i serpentiner med klippe på den ene side og et rent fald på den anden side, er en af de mest spektakulære køreture i landet. I kløften ligger også Lacul Roșu (den røde sø), med sine traditionelle hytter, hoteller i 980 meters højde.

Cheile Bicazului er et af de vigtigste bjergklatring i Rumænien.